# 박경순
박경순(朴京順)은 신에이 동화에 소속된 여성 애니메이션 연출가이다.

## 약력
「우루세이야츠라」 등에서 촬영을 맡은 후, 연출 조수를 거쳐 연출가로 전향. 「아따맘마」 등의 작품으로 각 이야기의 그림콘티・연출을 담당했다. 「아따맘마」에서는 연출 스텝 최고 101화분의 그림 콘티를 끊었다. 또한 영화 「짱구는 못말려 폭풍을 부르는 맹렬! 어른 제국의 역습」에서 연출 보좌로 감독 하라 케이이치를 최대한 보조했다.
1979년판 「도라에몽」에 대해서는, TV 시리즈 극장판 다수의 연출을 담당. 2005년판 「도라에몽」은 「도라에몽과 함께」시리즈를 제외하고 관여하지 않았지만, 2011년 5월6일 방송 "이런 두나 싫어! '연출로 다시 등판을한다. 2014년 7월11일 방송 「유행성 고양이 샤시 바이러스」에 그림 콘티로 참여 이후에는 부정기이지만 콘티만으로 시리즈에 참여하고있다.
오랫동안 연출 하나로 감독은 전혀 맡고 있지 않았지만 2017년에 J-CREW 프로젝트의 일환으로 한정 공개된 「J-CREW 프로젝트 〜역시 바다가 좋아〜」 2편 -우정-에서 첫 감독을 맡았다.
초기에는 한자朴京順으로 제작명단에 표시되고 있었지만, 현재는 주로 パクキョンスン으로 카타카나로 표기하고있다.